# ジャンルーカ・ブランビッラ
ジャンルーカ・ブランビッラ（Gianluca Brambilla、1987年8月22日 - ）は、イタリア、ベッラーノ出身の自転車競技（ロードレース）選手。

## 経歴
2010年、イタリア国内レースでの活躍が評価され、コルナゴ・CSFイノックスにてプロ入り。ネオプロながらコッパ・パパ・カルロで優勝。
2011年、ジロ・デ・イタリア第18ステージでステージ4位、山岳賞でも4位に入った。
2012年、ジロ・デ・イタリア第7ステージで10位、第8ステージでは7位に入った。総合でも13位に入り、ユースライダー賞3位。
2013年、オメガファーマ・クイックステップと3年契約を結び移籍。しかし、ジロ・デ・イタリアではこの年は、特に目立った結果を残せなかった。
2014年、ブエルタ・ア・エスパーニャ第16ステージでは逃げグループに乗るが、イワン・ロフニーと走りながら殴り合いの喧嘩になり失格処分を受ける。
2016年、ストラーデ・ビアンケでは残り8kmでズデネク・シュティバルのアシストとしてファビアン・カンチェラーラとペーター・サガンに懸命のアタックを仕掛けたが、惜しくも王者カンチェラーラには敵わなかった。ジロ・デ・イタリア第8ステージでは得意とする未舗装路の急こう配で独走を開始し、見事キャリア最大の勝利を収め、本人も想定していなかったマリアローザを獲得した。ブエルタ・ア・エスパーニャではスタート直後の逃げグループに乗り、残り1.6kmまでナイロ・キンタナとアルベルトコンタドールと強調して逃げ切りを濃厚にし、ペースアップをしたキンタナに唯一最後まで食らいて最後はキンタナを振り切ってステージ優勝を手にした。
2017年、ツール・ド・フランスに初出場。
2018年、トレック・セガフレードに移籍。

## 主な戦績

### 2008年
- GP パリオ・デル・レシオト　優勝

### 2009年
- トロフェオ・ツススディ　3位
- ジロ・デル・フリウーリ・ヴェネツィア・ジュリア　総合優勝
- ジロ・チクリスティコ・ヴァッリ・アレティーネ　3位
- トロフェオ・ジャンフランコ・ビアンキン　2位
- ルオタ・ドーロ　3位

### 2010年
- グラン・プレミオ・ノービリ・ルビネッテリエ - コッパ・パパ・カルロ 優勝
- グラン・プレミオ・ディ・ルガーノ 6位

### 2011年
- グラン・プレミオ・インドゥストリア・エ・コッメルチョ・アルティジャナート・カルナゲーゼ 4位
- ジロ・ディ・ロマーニャ・エト・コッパ・プラッチ 4位
- グラン・プレミオ・デッリンスブリア・ルガーノ 6位

### 2012年
- ジロ・ディ・パダニア 区間優勝（第1bステージ、チームタイムトライアル）
- ジロ・デッラッペンニーノ 2位
- トロフェオ・ライグエーリア 4位
- グラン・プレミオ・インドゥストリア・エ・アルティジャナート 4位
- グラン・プレミオ・ディ・ルガーノ 7位

### 2014年
- トロフェオ・セッラ・デ・トラムンタナ 4位

### 2015年
- アブダビ・ツアー 総合6位
- イタリア選手権ロードレース 8位
- イル・ロンバルディア 10位
- ラ・ドローム・クラシック 10位

### 2016年
- トロフェオ・ポレンサ 優勝
- ジロ・デ・イタリア　区間優勝（第8ステージ）、マリア・ローザ着用（第8-9ステージ）
- ブエルタ・ア・エスパーニャ　区間優勝（第15ステージ）
- イタリア選手権ロードレース 2位
- ストラーデ・ビアンケ 3位
- トロフェオ・セッラ・デ・トラムンタナ 4位
- クラシカ・サンセバスティアン 6位
- ブエルタ・ア・ブルゴス 総合7位
- トレ・ヴァッリ・ヴァレジーネ 8位
- ツアー・オブ・オマーン 総合10位

### 2017年
- カデル・エヴァンス・グレートオーシャン・ロードレース 8位
- グランプリ・ド・ワロニー 8位

### 2021年
- ツール・デ・ザルプ＝マリティーム・エ・デュ・ヴァール  総合優勝（第3ステージ優勝）